# Ianca
Ianca – miasto w Rumunii, w okręgu Braiła. W 2011 roku liczyła 10 343 mieszkańców.